# Nash Bridges
Nash Bridges è una serie televisiva statunitense trasmessa in anteprima dal 1996 al 2001 sul canale CBS mentre in Italia è andata in onda su Italia 1 nel 1998.

## Trama
La serie è ambientata a San Francisco. Protagonisti sono i due poliziotti: Nash Bridges (Don Johnson) e Joe Dominguez (Cheech Marin), rispettivamente ispettore/capitano e ispettore/tenente della SIU (Special Investigative Unit) della Polizia Californiana.
La serie consta di 6 stagioni.
Don Johnson aveva già svolto il ruolo del poliziotto nella popolare serie televisiva degli anni ottanta Miami Vice.

## Episodi
| Stagione         | Episodi | Prima TV USA | Prima TV Italia |
| ---------------- | ------- | ------------ | --------------- |
| Prima stagione   | 8       | 1996         |                 |
| Seconda stagione | 23      | 1996-1997    |                 |
| Terza stagione   | 23      | 1997-1998    |                 |
| Quarta stagione  | 24      | 1998-1999    |                 |
| Quinta stagione  | 22      | 1999-2000    |                 |
| Sesta stagione   | 22      | 2000-2001    |                 |